# Kang'omba
Kang'omba è un ward dello Zambia, parte della Provincia Centrale e del Distretto di Kabwe.